# Pati Point
Pati Point är en udde i Guam (USA).   Den ligger i kommunen Yigo, i den nordöstra delen av Guam, 26 km nordost om huvudstaden Hagåtña. Det är Guams östligaste punkt. Pati Point ligger inom den militära flygbasen Andersen Air Force Base.